# Winchester Bay
Winchester Bay az Amerikai Egyesült Államok északnyugati részén, Oregon állam Douglas megyéjében elhelyezkedő statisztikai település. A 2010. évi népszámláláskor 382 lakosa volt. Területe 8,1 km², melyből 2,1 km² vízi.

## Népesség

### 2010
A 2010-es népszámláláskor  382 lakója, 197 háztartása és 108 családja volt. A népsűrűség 63,7 fő/km2. A lakóegységek száma 270, sűrűségük 45 db/km2. A lakosok 93,7%-a fehér,  0,3%-a indián, 0,5%-a ázsiai,  2,9%-a egyéb, 2,6%-a pedig kettő vagy több etnikumú. A spanyol vagy latino származásúak aránya 7,9% (4,7% mexikói, 0,8% Puerto Ricó-i, 0,3% kubai, 2,1% egyéb spanyol vagy latino származású.)
A háztartások 11,2%-ában élt 18 évnél fiatalabb. 44,2% házas, 5,1% egyedülálló nő, 5,6% egyedülálló férfi, 45,2% pedig nem család. 39,1% egyedül élt; 25,4%-uk 65 éves vagy idősebb. Egy háztartásban átlagosan 1,88 személy élt; a családok átlagmérete 2,44 fő.
A medián életkor 59 év volt. Lakóinak 10,2%-a 18 évesnél fiatalabb, 6,8% 18 és 24 év közötti, 13,6%-uk 25 és 44 év közötti, 28,7%-uk 45 és 64 év közötti, 38%-uk pedig 65 éves vagy idősebb. A lakosok 53,1%-a férfi, 46,9%-a pedig nő.

### 2000
A 2000-es népszámláláskor   488 lakója, 238 háztartása és 139 családja volt. A népsűrűség 81,3 fő/km2. A lakóegységek száma 362, sűrűségük 60,3 db/km2. A lakosok 96,11%-a fehér,  1,43%-a indián, 0,41%-a ázsiai,  0,2%-a egyéb-, 1,84%-a pedig kettő vagy több etnikumú. A spanyol vagy latino származásúak aránya 1,43% (0,8% mexikói,   0,6% pedig egyéb spanyol/latino származású.)
A háztartások 16,8%-ában élt 18 évnél fiatalabb. 50,8% házas, 4,2% egyedülálló nő; 41,2% pedig nem család. 36,6% egyedül élt; 20,2%-uk 65 éves vagy idősebb. Egy háztartásban átlagosan 2,01 személy élt; a családok átlagmérete 2,57 fő.
Lakóinak 16,8%-a 18 évesnél fiatalabb, 7,6% 18 és 24 év közötti, 18,9%-uk 25 és 44 év közötti, 27,5%-uk 45 és 64 év közötti, 29,3%-uk pedig 65 éves vagy idősebb. A medián életkor 50 év volt. Minden 100 nőre 116,9 férfi jut; a 18 évnél idősebb nőknél ez az arány 120,7.
A háztartások medián bevétele 30 139 amerikai dollár, ez az érték családoknál $37 292. A férfiak medián keresete $30 625, míg a nőké $22 321. Az egy főre jutó bevétel (PCI) $17 307. A családok 17,9%-a, a teljes népesség 21,3%-a élt létminimum alatt; a 18 év alattiaknál ez a szám 38,1%, a 65 évnél idősebbeknél pedig 6,3%.

## Gazdaság
A gazdaság fellendítéséért a Winchester Bay Merchant Association felelős; ők Winchester Bayt a világ rákfővárosának kiáltották ki. A település népszerű turistacélpont; kedvelt időtöltések a homokdűnéken való közlekedés, a helyi világítótorony meglátogatása és a rákászat; habár a lakosság száma gyér, a turistáké nő. Az indiánok a helyiséget Whistling Basinnek nevezik. A legnagyobb helyi esemény a homoki versenyeknek otthont adó, ötnapos Dune Fest. A Siuslaw Nemzeti Erdő fenntartójának közbenjárására szigorúbb szabályokat vezettek be az alkoholfogyasztásra és a fiatalkorúak alkoholfogyasztásával kapcsolatban; ezzel a résztvevők biztonságát szeretnék garantálni. Orvosi ellátás legközelebb a reedsporti Lower Umpqua Hospitalben érhető el.

## Fordítás
Ez a szócikk részben vagy egészben  a   Winchester Bay, Oregon című angol Wikipédia-szócikk ezen változatának fordításán alapul.  Az eredeti cikk szerkesztőit annak laptörténete sorolja fel. Ez a jelzés csupán a megfogalmazás eredetét és a szerzői jogokat jelzi, nem szolgál a cikkben szereplő információk forrásmegjelöléseként.